# Wilhelm von Brandt
Wilhelm von Brandt (né le 29 septembre 1644 à Custrin et mort le 18 décembre 1701 à Berlin) est un lieutenant général brandebourgeois-prussien.

## Biographie

### Origine
Wilhelm est membre de la famille noble de Brandebourg Brandt (de) et fils du conseiller privé électoral de Brandebourg, chancelier de Nouvelle-Marche et directeur de la chambre de commerce de Nouvelle-Marche, ainsi que seigneur d'Hermsdorf et Wutzig, Christian von Brandt (mort en mai 1663) et Gertrud von Rühlicke de la branche de Gralow. Ses frères sont Christoph von Brandt (de) (1630-1691), diplomate et homme d'État brandebourgeois-prussien, Ludwig von Brandt (1640-1711), conseiller privé brandebourgeois-prussien et chancelier de Nouvelle-Marche, Eusebius von Brandt (de) (1642-1706), président de la Cour supérieure d'appel brandebourgeois-prussien, ainsi que maître de cour des reines Élisabeth et Sophie-Charlotte, Friedrich von Brandt, conseiller privé et envoyé brandebourgeois-prussien et Paul von Brandt (de) (1650-1697), général de division brandebourgeois-prussien.

### Carrière militaire
Brandt étudie au lycée de Joachimsthal et est inscrit comme étudiant à l'université de Francfort-sur-l'Oder en 1665. La même année, il devient cornette dans le régiment à cheval du général d'infanterie Jean-Georges d'Anhalt-Dessau. Cependant, il le quitte en 1666 et se rend en Hollande. En 1670, il devient chambellan du Grand Électeur. En 1674, il devient capitaine dans le régiment du comte Christian Albrecht von Dohna et en 1678, il devient lieutenant-colonel dans le régiment Derfflinger.
En 1682, il mène les troupes prussiennes en Frise orientale pour y soutenir les États. Le 21 janvier 1685, il commande un régiment d'infanterie comme colonel. Pendant la guerre contre les Turcs, il devient adjudant général du lieutenant-général Hans Adam von Schöning. Il se distingue au siège d'Ofen en 1686 et est promu major général le 15 octobre 1689. Neuf jours plus tard, il devient gouverneur de Pillau et chef de la garnison locale et du « régiment à pied Belling ». En 1690, il revient en Hongrie avec 6 000 hommes, où il se distingue à Peterwardein. Le 1er avril 1692, il devient gouverneur de Magdebourg et le 25 juin 1693 lieutenant général. À ce titre, il dirige une fois de plus les troupes auxiliaires brandebourgeoises fortes de 6 000 hommes contre les Turcs. Ils réussissent le siège et la prise de Belgrade. En 1698, il est chargé d'occuper Elbing, ce qu'il peut réaliser pacifiquement. Le 7 juillet 1701, il devient gouverneur de Custrin. Il décède à peine six mois plus tard.

### Famille
Brandt se marie avec Charlotte von Brandt (1655-1675) depuis 1669. En 1681, il contracte un second mariage avec Luise von Borstell (1654-1727). Ses enfants sont :
1. Christoph Wilhelm von Brandt (1684-1741), maréchal de la Haute Cour de la reine mère Sophie-Dorothée, mariée avec Luise von Kameke (de) (1710-1782)
2. Sophie Caroline von Brandt (de) (1686-1766), intendante en chef de la reine Élisabeth-Christine de Prusse, comte prussien de 1742, mariée avec Paul Heinrich Tilio de Camas (de) (1688-1741), colonel prussien, chef du 37e régiment d'infanterie